# Ballai
Ballai è un cognome di lingua sarda.

## Varianti
Il cognome non presenta varianti.

## Origine e diffusione
Il cognome è tipicamente sardo.
Potrebbe derivare dal toponimo Ballao.